# Župnija Banja Loka
Župnija Banja Loka je rimskokatoliška teritorialna župnija dekanije Kočevje škofije Novo mesto.
Do 7. aprila 2006, ko je bila ustanovljena škofija Novo mesto, je bila župnija del nadškofije Ljubljana.